# Platyzoa
Platyzoa (гръцки πλατύς – плосък, ζῷον – животно) са група на първичноустни животни, предложени като отделна група от Томас Кавалиър-Смит през 1998 г. Кавалиър-Смит включени в Platyzoa Тип Platyhelminthes или плоските червеи, както и нов тип Acanthognatha, в който събира няколко предварително описани семейства от микроскопични животни. Следващите проучвания подкрепят твърдението, че Platyzoa е самостоятелен клон, монофилетична група от организми с общ предшественик.
Дълго се смята, че са най-простите представители на Bilateria, но днес е възприето мнението, че произхождат от по-сложни предшественици.

## Характеристики
Platyhelminthes и Gastrotricha са ацеломни. Другите типове имат псевдоцелом и имат общи характеристики, като структурата на челюстите и фаринкса, въпреки че те са на вторично изгубени при паразитните Acanthocephala. Те образуват монофилетична подгрупа, наречена на Gnathifera.
Името „Platyzoa“ (плосък животно) се използва, тъй като повечето от членовете са плоски, макар Rotifera да правят изключение.

## Типове
- Platyhelminthes
- Gastrotricha
- Gnathifera
  - Rotifera
  - Acanthocephala
  - Gnathostomulida
  - Micrognathozoa
  - Cycliophora